# Kudlaiivka, Novhorod-Siverskîi
Kudlaiivka (în ucraineană Кудлаївка) este localitatea de reședință a comunei Kudlaiivka din raionul Novhorod-Siverskîi, regiunea Cernihiv, Ucraina.

## Demografie
Componența lingvistică a localității Kudlaiivka
     Ucraineană (98,51%)
     Rusă (1,49%)
Conform recensământului din 2001, majoritatea populației localității Kudlaiivka era vorbitoare de ucraineană (98,51%), existând în minoritate și vorbitori de rusă (1,49%).